# Sant Sadurní de Fonollet
Sant Sadurní de Fonollet és una església del municipi de Puig-reig (Berguedà) inclosa en l'Inventari del Patrimoni Arquitectònic de Catalunya.

## Descripció
Església romànica d'una sola nau, coberta amb volta de canó apuntada i coronada per un absis a llevant, i que resta amagat per la casa de cal Fuster que s'ha afegit al mur d'aquesta part de l'església. Així mateix, pel costat de migdia s'hi ha adossat la construcció de la rectoria, de manera que gran part de l'església queda coberta per construccions posteriors que la desfiguren totalment. L'església és totalment llisa, sense ornamentacions.
A ponent s'alça la façana amb la porta d'entrada molt senzilla. Consta d'un sol arc adovellat coronat per una cornisa o arquivolta feta amb petites dovelles i que descansa sobre unes impostes amb motllures. Damunt la porta hi ha una finestra de doble esqueixada amb arquivolta i una ornamentació de boles. Un robust i massís campanar corona la façana, d'espadanya de dos ulls d'arc de mig punt adovellat. Al campanar s'hi afegí posteriorment un comunidor. L'interior de la nau és coberta amb volta clarament apuntada. Actualment, les parets interiors són pintades amb decoració que imita un parament de carreus. A l'entrada de l'església hi ha el cor. Davant de la façana de l'església hi ha un petit cementiri de nínxols.
Es conserva un fragment del retaule gòtic del segle xv, de Sant Sadurní o Sant Serni de Tolosa, patró de l'església, possiblement un fragment del retaule perdut en la Guerra Civil. A l'exterior s'hi troba una llosa que es va treure de l'antic altar. Al Museu Episcopal de Vic es conserva un encenser del segle xiii que sembla que procedeix d'aquesta església.

## Història
L'Església de Fonollet fou advocada a Sant Sadurní bisbe i màrtir de Tolosa, com moltes altres esglésies de les zones pirinenques i prepirinenques. La primera notícia que tenim del lloc de Fonollet apareix l'any 983 en l'acta de consagració de l'església de Sant Llorenç prop Bagà, com una de les seves possessions. En textos del segle x també es parla d'una vil·la amb el nom de Fonollet, que es podria identificar amb el jaciment arqueològic localitzat al voltant de l'església
La present església correspon de finals del segle xii o inicis del XIII, tot i que possiblement una església anterior a aquesta fou edificada en aquest lloc. El lloc fou patrimoni de la família vescomtal del Berguedà des del segle xi. La primera notícia documental de l'església és de l'any 1167 en un pergamí signat pel vescomte Guillem de Berguedà en què es compromet a donar el delme que percebia de l'església de Sant Sadurní. El germà del vescomte Guillem de Berguedà s'anomenà Ramon de Fonollet, segurament perquè tenia en aquest lloc els seus dominis més importants. El lloc fou cedit pel trobador Guillem de Berguedà als Templers l'any 1187. L'església era sufragània de la de Sant Martí de Puig-reig, almenys així consta en una visita pastoral de l'any 1312. En canvi, al segle xviii ja era parròquia, i tenia una rectoria i cementiri. Amb la desamortització dels béns eclesiàstics de l'any 1836 la parròquia de Fonollet passà a dependre de la de Casserres. La rectoria actual (segons una llinda) es va construir l'any 1811. Als incendis de 1890, la casa pairal, els coberts i l'església van veure's afectats considerablement. Actualment només s'hi diu missa un cop a l'any.